# Мадейски (стадион)
«Маде́йски» (англ. Madejski Stadium) — домашний стадион футбольного клуба «Рединг» и регбийного клуба «Лондон Айриш». Назван в честь владельца «Рединга» сэра Джона Мадейски.
План строительства нового стадиона возник у Мадейски ещё в 1995 году, так как, по его мнению, старая арена «роялс» — 15-тысячный «Элм Парк» — была непригодна для расширения и не соответствовала амбициям клуба. «Рединг» сыграл первый матч на новом стадионе 22 августа 1998 года, обыграв «Лутон Таун» — 3:0. Официальное открытие состоялось 10 сентября того же года в присутствии герцогини Глостерской Биргитт.
После нескольких сезонов успешного выступления «роялс» в Премьер-Лиге возникли планы расширения вместимость стадиона до 37 000 мест. В 2007 году работы были начаты, но впоследствии заморожены в связи с вылетом «Рединга» в низший дивизион.

## «Лондон Айриш»
С 2000 года стадион принимает домашние матчи регбийного клуба «Лондон Айриш». 11 января 2008 года было объявлено, что «ирландцы» продлили аренду «Мадейски» до 2026 года. 16 марта 2008 года на стадионе был установлен рекорд посещаемости Премьер-лиги — на матч с «Лондон Уоспс» собралось 23 709 болельщиков. в 2010 году стадион был признан самым удобным стадионом для регби в Англии. В опросе журнала Rugby World приняли участие 1500 болельщиков со всей страны и за «Мадейски» было отдано почти четверть всех голосов.